# 外表坊時驗團
外表坊時驗團，台灣劇團，創立於2000年6月9日，為表演工作坊之子團。成立至今一直是由李建常擔任團長。它是一個專門研究、實驗及創新各種劇場元素的實驗團體，希望可以從新的世紀裡接收新的資訊加入劇場當中。

## 劇團組織
- 李建常 / 團長、編劇、導演、演員及燈光設計
- 賴聲川 / 藝術總監
- 陳柏維 / 創意總監、編導、服裝設計、演員
- 符宏征 / 編劇、導演、演員
- 謝明昌 / 製作人
- 丁怡文 / 行政總監
- 陳瑄婕 / 執行製作
- 周玉齡 / 票務執行
- 翟慧蘭 / 行政會計
- 黃日俊 / 技術總監
- 李智翔 / 舞台監督、燈光設計
- 徐華謙 / 表演指導
- 楊貴美 / 演員
- 林俊臣 / 演員
- 黃蘭惠 / 客席舞者

## 歷年作品
- 第０‧一號作品 《921行動劇場》
- 第一號作品 《一桌二椅三導演》
- 第一‧一號作品 《青春悲喜曲》
- 第二號作品 《李爾三個王》
- 第三號作品 《我是一隻狗》
- 第三‧一號作品 《青春悲喜曲》
- 第三‧二號作品 《道德神經》
- 第四號作品 《眼球愛地球》
- 第四‧一號作品 《青春悲喜曲》
- 第四‧二號作品 《天堂》
- 第四‧三號作品 《當李爾擊鼓時》91'版
- 第四‧四號作品 《舞李爾》91'版
- 第四‧五號作品 《暗殺Q1…GO》
- 第四‧六號作品 《一又三分之一》
- 第五號作品 《即興一場愛情》
- 第五‧一號作品 《早安夜車》
- 第五‧二號作品 《殘酷的花朵》
- 第六號作品 《風景III》
- 第六‧一號作品 《即興一場愛情》
- 第六‧二號作品 《迷宮戲樂－李爾王》92'版
- 第六‧三號作品 《眼球先生夜總會》
- 第七號作品 《暗殺Q1…GO》92'版
- 第七‧一號作品 《交界》